# Anton Richter (Gewichtheber)
Anton Franz Richter (* 7. Dezember 1911 in Wien; † 15. August 1989 ebenda) war ein österreichischer Gewichtheber. Er war 1937 Vizeweltmeister im Federgewicht.

## Familie
Anton Richter wurde am 7. Dezember 1911 als uneheliches Kind der Leopoldine Richter (* 22. September 1886 in Meidling) in Wien-Meidling geboren und am 17. Dezember 1911 auf den Namen Franz Anton getauft. Die Familie lebte damals in der Flurschützstraße Nr. 23 in Wien-Meidling. Mit 20. Februar 1933 trat Richter aus der römisch-katholischen Kirche aus und wurde am 9. Mai 1937, im Zuge seiner Heirat mit einer Barbara Haas, wieder in diese aufgenommen. Nach der damaligen Eheschließung in der Pfarre Neumargareten heiratete Richter, der 1938 wieder aus der Kirche austrat, zwei weitere Male: Am 10. Mai 1947 standesamtlich in Wien Brigittenau-Leopoldstadt und am 10. Dezember 1955 in dritter Ehe standesamtlich in Wien-Landstraße.

## Werdegang
Anton Richter, ein Polizeibeamter, der dem Polizei SV Wien angehörte, wurde 1935 erstmals österreichischer Meister und vertrat sein Land auch bei der Europameisterschaft in Paris. Dort errang er den 3. Platz und gewann eine Medaille. Im selben Jahr stellte er auch zwei neue Weltrekorde auf. Er erzielte im Federgewicht im beidarmigen Stoßen 126 kg und übertraf damit den Deutschen Helmut Schäfer um 1 kg und erreichte im olympischen Dreikampf 295 kg, was ebenfalls Weltrekord war. Insgesamt wurde Richter zwölf Mal österreichischer und drei Mal deutscher Meister.
Bei den Olympischen Spielen 1936 in Berlin kam Anton Richter mit 297,5 kg auf den 4. Platz. Seine größten Erfolge auf der internationalen Gewichtheberbühne erzielte Anton Richter in den Jahren 1937 und 1938. 1937 wurde er in Paris im Federgewicht mit 287,5 kg Vize-Weltmeister und 1938 gewann er in Wien mit 297,5 kg, die WM-Bronzemedaille. 1937 kam es in Wien und München zu zwei Länderkämpfen zwischen Österreich und Deutschland. In Wien erzielte Toni Richter dabei im Federgewicht 280 kg (77,5 – 87,5 – 115) und in München 292,5 kg (80 – 92,5 – 120). Beide Male unterlag er dabei gegen Georg Liebsch, der jeweils 297,5 kg (92,5 – 92,5 – 112,5) erzielte.
Im Jahre 1939 erzielte er mehrere Male über 300 kg im olympischen Dreikampf und schlug bei den deutschen Meisterschaften den zweifachen Weltmeister von 1937 und 1938 Georg Liebsch aus Düsseldorf. Er deutete damit an, dass seine besten Jahre als Gewichtheber eigentlich erst kommen würden. Die Vorkriegszeit, schon 1939 fanden keine Weltmeisterschaften mehr statt und der Zweite Weltkrieg hinderten ihn jedoch, wie so viele andere Athleten auch, noch größere internationale Erfolge zu erzielen. 1941 erzielte er in einem Städtevergleich Wien gegen München im Federgewicht 302,5 kg (82,5 – 97,5 – 122,5).
Nach dem Zweiten Weltkrieg nahm er 1948 in London noch einmal an Olympischen Spielen teil. Er erzielte dabei mit 292,5 kg im olympischen Dreikampf eine ansprechende Leistung. Die internationale Gewichtheberszene war jedoch in den Jahren von 1940 bis 1948 an den deutschen und österreichischen Gewichthebern vorbeigezogen. So reichte diese Leistung nur mehr zum 12. Platz. Nach London beendete er seine internationale Gewichtheberlaufbahn.
Zunächst Mitglied der SPÖ, trat Richter im Jänner 1951 zur KPÖ über. Im Dezember 1952 richtete er eine Grußbotschaft an den dritten Weltfriedenskongress, den in Wien stattfindenden „Völkerkongress für den Frieden“.
Am 15. August 1989 starb Richter 77-jährig in seiner Heimatstadt und wurde am 5. September 1989 auf Friedhof Aspern (Gruppe 3, Nummer 286z) beerdigt.

## Internationale Erfolge
(OS = Olympische Spiele, WM = Weltmeisterschaft, EM = Europameisterschaft, Fe = Federgewicht, bis 60 kg Körpergewicht, OD = olympischer Dreikampf, bestehend aus dem beidarmigen Drücken, Reißen und Stoßen)
- 1935, 3. Platz, EM in Paris, OD, Fe, mit 285 kg (77,5 – 92,5 – 115), hinter Max Walter, Deutschland, 297,5 kg u. Georg Liebsch, Deutschland, 295 kg;
- 1936, 4. Platz, OS in Berlin, OD, Fe, mit 297,5 kg, hinter Anthony Terlazzo, USA, 312,5 kg, Saleh Mohammed Soliman, Ägypten, 305 kg u. Ibrahim Shams, Ägypten, 300 kg, aber vor Georg Liebsch, 290 kg;
- 1937, 2. Platz, WM in Paris, OD, Fe, mit 287,5 kg (75 – 90 – 122,5), hinter Georg Liebsch, 297,5 kg u. vor Max Walter, 287,5 kg,
- 1938, 1. Platz, Deutsche NS-Kampfspiele in Nürnberg, OD, Fe, mit 295 kg vor Eugen Mühlberger, Deutschland, 270 kg;
- 1938, 3. Platz, WM in Wien, OD, Fe, mit 297,5 kg (82,5 – 97,5 – 117,5), hinter Georg Liebsch, 305 kg u. Attilio Bescape, Italien, 300 kg;
- 1939, 2. Platz, Intern. Turnier in München, OD, Fe, mit 302,5 kg, hinter Georg Liebsch, 315 kg u. vor Attilio Bescape, 290 kg;
- 1948, 12. Platz, OS in London, OD, Fe, mit 292,5 kg (80 – 92,5 – 120); Sieger: Mahmoud Fayad, Ägypten, 332,5 kg vor Rodney Wilkes, Trinidad und Tobago, 317,5 kg u. Mohamad Salmassi, Iran, 312,5 kg;

## Deutsche Meisterschaften
- 1938, 2. Platz, OD, Fe, mit 295 kg, hinter Georg Liebsch, 307,5 kg u. vor Walter Dörrbecker, Dortmund, 280 kg;
- 1939, 1. Platz, OD, Fe, mit 305 kg, vor Georg Liebsch, 300 kg u. Walter Dörrbecker, 282,5 kg;
- 1940, 1. Platz, OD, Fe, mit 287,5 kg, vor Oswald Junkes, Trier, 262,5 kg

Außerdem wurde Anton Richter in den Jahren 1935, 1936, 1937, 1938, 1940, 1946, 1948, 1950, 1951 und 1952 österreichischer Meister im Federgewicht.

## Weltrekorde
- 1935, 126 kg im beidarmigen Stoßen,
- 1935, 290 kg im olympischen Dreikampf,
- 1938, 100 kg im beidarmigen Reißen,
- 1939, 100,5 kg im beidarmigen Reißen,
- 1940, 103,5 kg im beidarmigen Reißen,
- 1940, 129 kg im beidarmigen Stoßen

Anm.: Die von 1938 bis 1940 erzielten Rekorde waren von sowjetischen Gewichthebern übertroffen worden. Da die Sowjetunion aber damals nicht dem internationalen Gewichtheberverband angehörte, wurden die Leistungen der sowjetischen Heber nie als Weltrekorde anerkannt.